# Craig Chaquico
Craig Chaquico (n. 25 de septiembre de 1954 en Sacramento, California) es un músico estadounidense que ha tenido una exitosa carrera durante más de treinta años como guitarrista, abarcando diversos géneros, como jazz, new age o rock and roll. 

## Carrera musical
Empezó su carrera musical siendo un niño y ya a los catorce años se ganaba la vida como músico profesional tocando en clubes nocturnos. Además de por sus discos en solitario, es conocido por haber sido el guitarrista principal de los afamados grupos de rock Jefferson Starship y Starship.
Además de su trabajo con las diversas y variadas encarnaciones de Jefferson Starship, también ha tocado regularmente, los 25 últimos años, como músico de estudio con una amplia gama de artistas, incluyendo Commander Cody, Mickey Thomas y Tom Scott.

## Discografía

### Con Paul Kantner y/o Grace Slick (como guitarrista líder)
- Sunfighter (Kantner & Slick) (1971)
- Baron von Tollbooth and the Chrome Nun (Kantner, Slick, Freiberg) (1973)
- Manhole (Grace Slick) (1974)
- Planet Earth Rock and Roll Orchestra (Paul

Kantner) (1983)

### Con Jefferson Starship (como guitarrista líder)
- Dragon Fly (1974)
- Red Octopus (1975)
- Spitfire (1976)
- Earth (1978)
- Gold (1980)
- Freedom at Point Zero (1980)
- Modern Times (1981)
- Winds of Change (1983)
- Nuclear Furniture (1984)

### Con Starship (como guitarrista líder)
- Knee Deep in the Hoopla (1985)
- No Protection (1987)
- Love Among the Cannibals (1989)
- Greatest Hits (Ten Years and Change 1979-1991)
- The Best of Starship (1993)

### Como líder en solitario
- Acoustic highway (1993)
- Acoustic planet (1994)
- A thousand pictures (1996)
- Once in a blue universe (1997)
- From the Redwoods to the Rockies (with Russ Freeman (guitarrista) (1997)
- Four corners (1999)
- Panorama: The best of Craig Chaquico (2000)
- Shadow and light (2002)
- Midnight noon (2004)
- Holiday (2005), Christmas music
- Follow the sun (2009)
- Fire red moon (2012)

### Miscelánea
- Child of Nature Jack Traylor & Steelwind (1973)
- Rock 'n Roll Again Commander Cody (1977)
- Alive Alone Mickey Thomas (1981)
- Gregg Rolie Gregg Rolie (de Santana y Journey) (1985)
- Only a Moment Away Joan Burton (1993)
- 3rd Force 3rd Force (1994)
- KKSF 103.7 FM Sampler for AIDS Relief (Vol. 5, 1994)
- Harley Davidson Road Songs (1994)
- Force of Nature 3rd Force (1995)
- Apurimac III: Nature Spirit Pride Cusco (1997)
- Vital Force 3rd Force (1997)
- KKSF 103.7 FM Sampler for AIDS Relief (Vol. 9, 1998)
- Force Field 3rd Force (1999)
- KKSF 103.7 FM Sampler for AIDS Relief (Vol. 11, 2000)
- New Found Freedom Tom Scott (2002)
- Gentle Force 3rd Force (2002)